# Qaratuğay
Qaratuğay è un comune dell'Azerbaigian situato nel distretto di Sabirabad. Conta una popolazione di 1 698 abitanti.